# Oecetis cyrtocercis
Oecetis cyrtocercis är en nattsländeart som beskrevs av Yang och Morse 2000. Oecetis cyrtocercis ingår i släktet Oecetis och familjen långhornssländor. Inga underarter finns listade i Catalogue of Life.